# Grady megye (Georgia)
Grady megye az Amerikai Egyesült Államokban, azon belül Georgia államban található. Megyeszékhelye és legnagyobb városa Cairo. Lakosainak száma 26 236 fő (2020. április 1.). Grady megye Mitchell, Leon, Thomas, Gadsden és Decatur megyékkel határos.

## Népesség
A megye népességének változása:
| Lakosok száma | 25 048 | 25 160 | 25 336 | 25 278 | 25 205 | 26 236 |
|               | 2010   | 2011   | 2012   | 2013   | 2015   | 2020   |